# 19415 Parvamenon
19415 Parvamenon este o planetă minoră (asteroid), cu un diametru de 5,763 km, din centura de asteroizi. A fost descoperită pe 20 martie 1998 la Experimental Test Site⁠(d) de Lincoln Near-Earth Asteroid Research. 
Obiectul prezintă o orbită caracterizată de o semiaxă mare de 2,3829465 UAi, o excentricitate de 0,17, o înclinație de 4,68245 ° în raport cu ecliptica.